# Фордервайденталь
Фордервайденталь (нім. Vorderweidenthal) — громада в Німеччині, розташована в землі Рейнланд-Пфальц. Входить до складу району Південний Вайнштрассе. Складова частина об'єднання громад Бад-Бергцаберн.
Площа — 10,12 км2. Населення становить 580 ос. (станом на 31 грудня 2020).

## Галерея

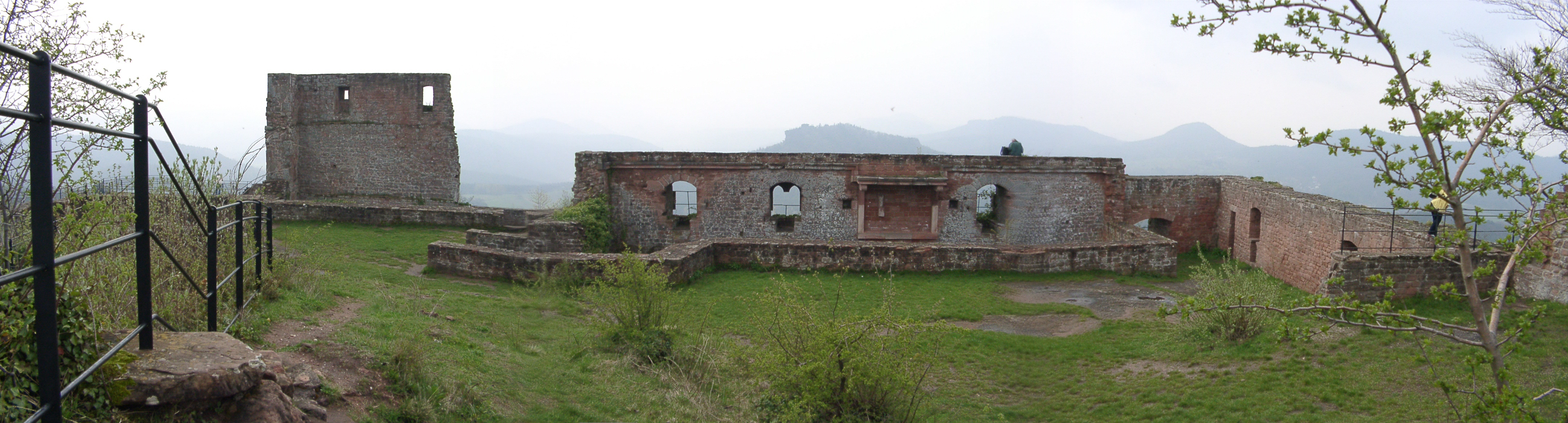
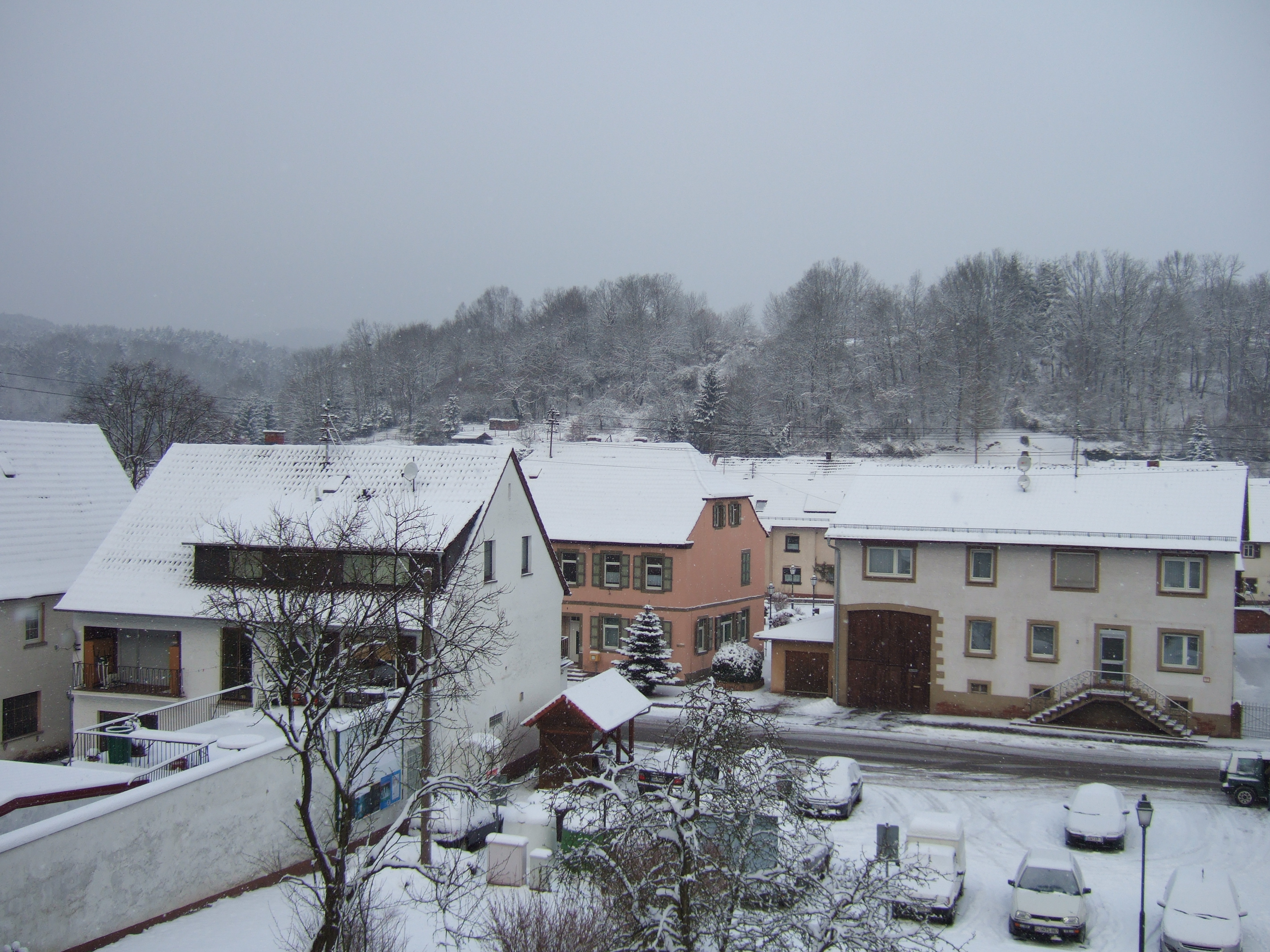
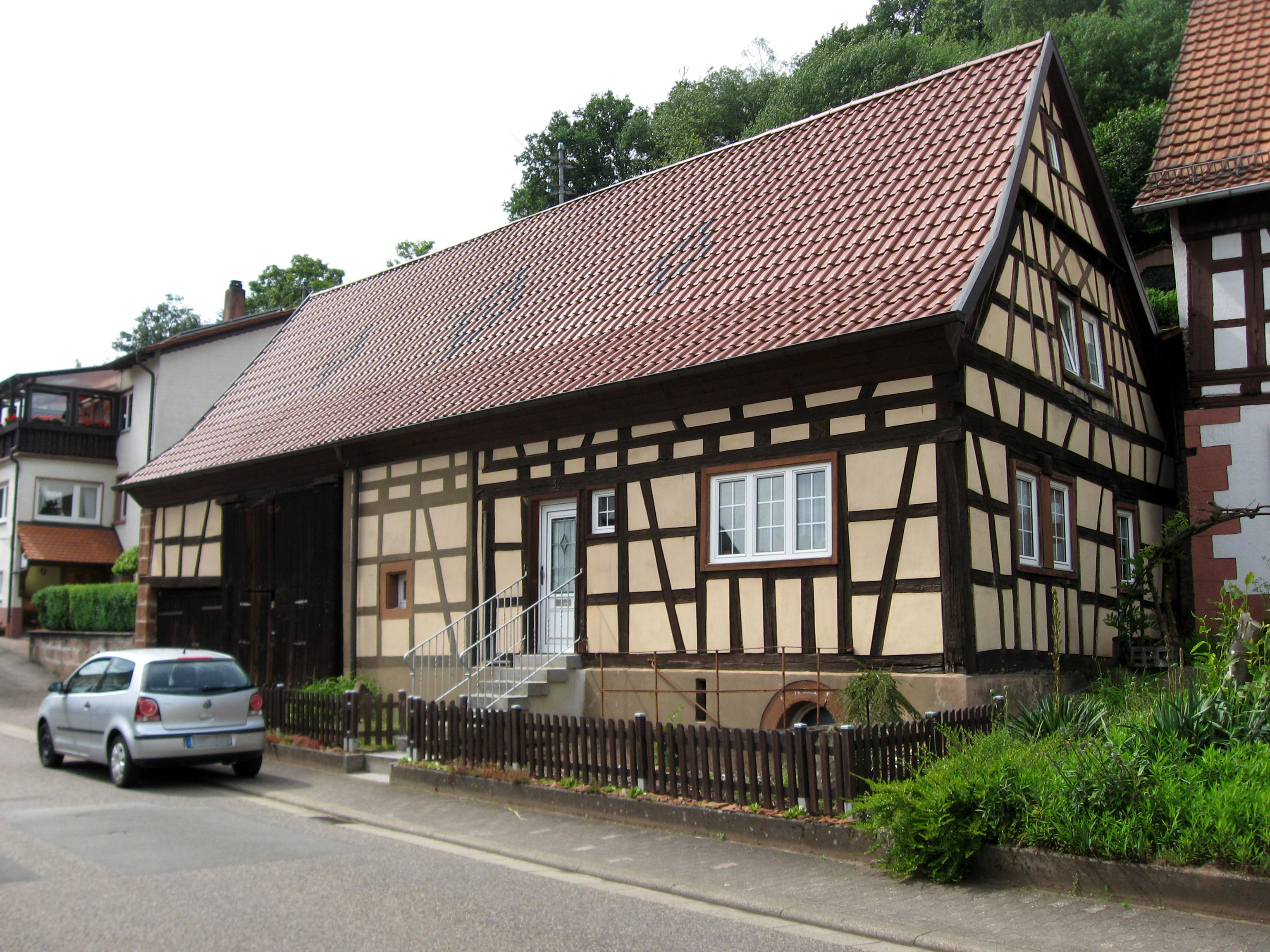